# Campoplex solitarius
Campoplex solitarius là một loài tò vò trong họ Ichneumonidae.